# こうざんてつどう・スカーローイ鉄道
こうざんてつどう・スカーロイ鉄道（こうざんてつどう・スカーロイてつどう）では、「汽車のえほん」で局長やトーマス達以外のレギュラー鉄道として登場したスカーロイ鉄道と、その映像化作品「きかんしゃトーマス」に登場するこうざんてつどう（高山鉄道）について制作を除く作品全体の情報を扱う。

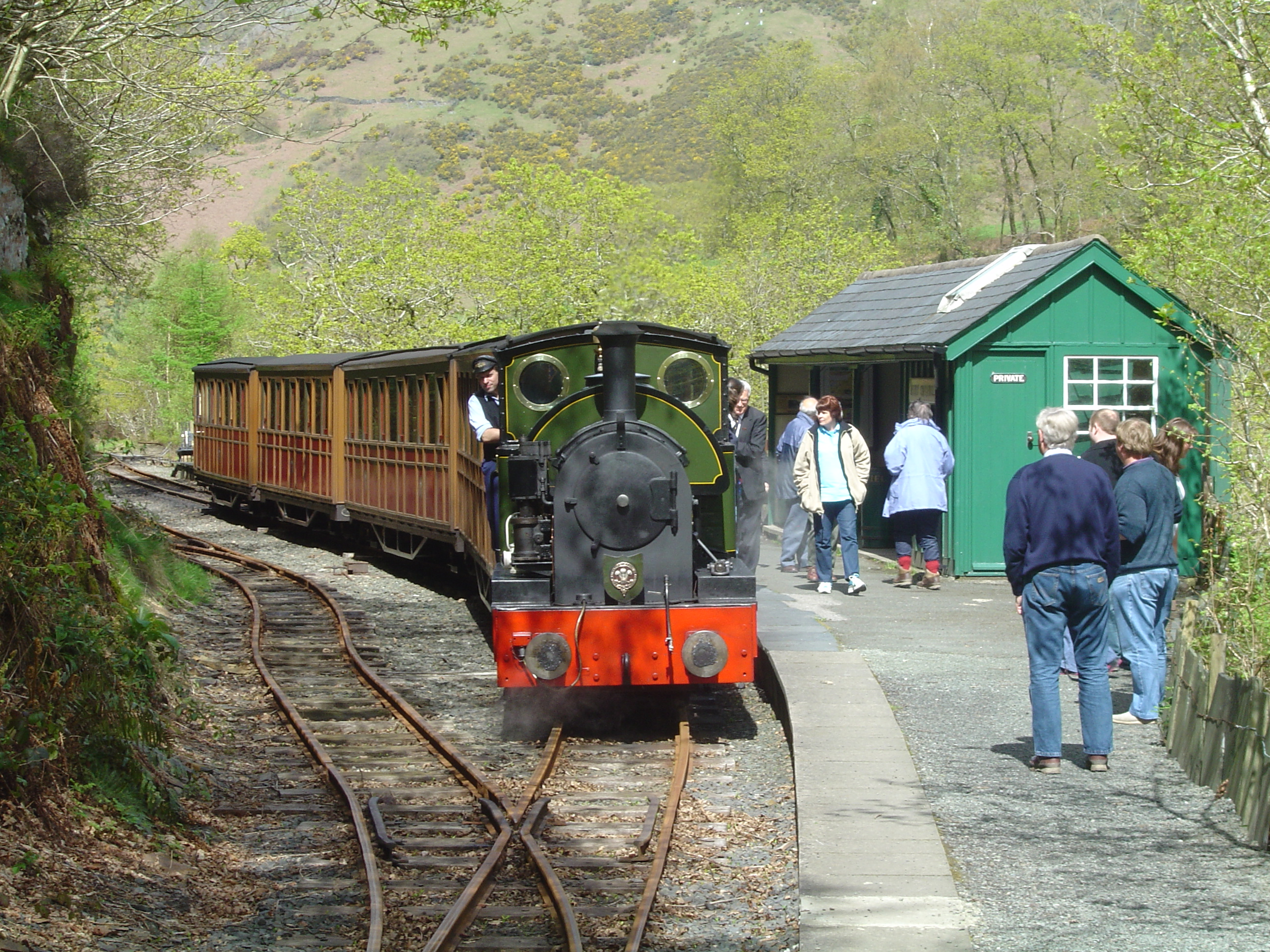
モデルとなったタリスリン鉄道。この機関車はピーター・サムのモデルとなった4号機のエドワード・トーマス号

## タリスリン鉄道
高山鉄道のモデルとなったタリスリン鉄道はイギリスのウェールズのタウインに実在する鉄道である。線路も車両も通常の鉄道(標準軌)より小さく、軌間が686mm（2フィート3インチ）しか無いため、このサイズの鉄道は軽便鉄道またはナローゲージと呼ばれる。原作10巻の日本語版では「線路の幅が1067mm以内のもの」と説明されているが、これは日本では旧国鉄在来線の1067mmより狭い場合のみを「ナローゲージ」と呼ぶ場合が多いためである。イギリスをはじめ、国際的な基準では1435mmに満たなければすべて""narrow gauge""（狭軌）であるため、1067～1434mmでもナローゲージとなる。
タリスリン鉄道は輸送量の減少に伴い、1946年に一度は廃止の方向を辿ったが、イギリス中から鉄道ファンが集まり、1951年にイギリスで初のボランティアによる保存鉄道として再開された。
なおタリスリンの「スリ」は、/ɬ/（無声歯茎側面摩擦音）というウェールズ語に独特の発音で、これは[L]を無声音（清音）で発音する、多くの日本語話者にとって大変難しいものであり、タリヒン、タリツィンと表記される事もある。聴覚印象は「シ」に近い。当時の原作の訳はカナ書きのタリリンであり、他のメディアでもそれが一般的だったが、汽車のえほんでも2005年からの新版ではタリスリンに修正されている為、現稿ではタリスリンで統一した。

### 原作とテレビシリーズへの登場
タリスリン鉄道の保存活動にはウィルバート・オードリー牧師も協力しており、その縁から支援の一環として「汽車のえほん」へ、スカーロイ鉄道としての登場が決まった。
原作初登場は第10巻「四だいの小さな機関車」で、以後登場頻度が徐々に増えて行った。原作における登場巻情報は「汽車のえほん」を参照。
TVシリーズにおいては、第1～3シリーズでは模型制作技術の制約から映像化が見送られていたが、1994年の第4シリーズから登場回が制作されるようになった。

## 鉄道の舞台設定
この鉄道のオーナーについては、
下記の「登場キャラクター」の人物を参照。

ソドー島地図

路線はトップハム・ハット卿の鉄道の本線のクロバンズ・ゲート駅を起点に、終点のスカーロイ駅までの狭軌単線の非電化路線である。地上設備は運転保安装置はおろか信号機すら満足にない、日本で言えば簡易軌道クラスのものである。終点のスカーロイ駅付近は湖沿いに路線がループしている。（これは原作20巻では、開業100周年を記念して敷設されたものである。）スカーロイ駅から先にはスレートの切り出し場への専用線がある。機関庫・修理工場はクロバンズ・ゲート駅にあるが、大規模な修理は本土のクルー工場へ送られる。
人形劇ではカルディー・フェル山の頂上まで線路が走っている。
更にCGシリーズ以降は、ビクターがナローゲージ仕様である関係で、ソドー整備工場内にも狭軌線が敷かれていて、高山鉄道の路線とも直結している。長編第7作からはループ線からブルーマウンテンの採石場まで、長編第8作からはそこから更にウルフステッド城の伯爵の領地内鉄道(ミリー用の三線軌条が敷かれている)まで延伸されている。
クロバンズ・ゲート駅では、この鉄道とゴードン達の本線が並んでおり、顔をあわせたそれぞれの機関車同士で丁々発止の会話がよく行われる。またこの鉄道の車庫（サー・ハンデル［原作旧版：サー・ハンドル］達の増備に伴い、壁の無い屋根だけの車庫が増設された）の隣には、トーマス達の鉄道の工場への引込み線があり、ここでも両陣営が顔を合わせる事がよくある。この鉄道の機関車が修理に出される場合にも、ここから搬入・搬出する。
第4シリーズ「ブルーベルれっしゃ」の中で、ラスティーがバロー・イン・ファーネスらしき場所まで行っている事から、テレビ版では、クロバンズ・ゲート駅からヴィッカースタウン駅への迂回支線は鉱山鉄道の路線であるか、トップハム・ハット卿の鉄道路線だが狭軌の線路も並行して敷設され、鉱山鉄道に運用を委託している等の解釈もできる。しかし本来この支線は旧本線だったとの歴史設定がされているので、鉱山鉄道の路線だけ敷設されているという事は考えられない。
また、かつて中央ソドー鉄道という私鉄が存在した（ただし公式設定だが、原作・人形劇とも劇中では、この固有名詞は使われていない。原作では25巻「きえた機関車」でその様子が書かれている）。これは、トーマスの支線の終点にあるファーカーの石切り場と、同じ山の正反対側の北斜面から切り出された花崗岩や御影石、更に奥のカス・ニー・ハーウィン付近から産出する鉛をアールズバーグ港に運ぶ事を主としていた、この鉄道と同じ線路規格の狭軌路線で、そのまた奥の山の中の集落キング・オーリズ・ブリッジまで延びていた。原作では中央ソドー鉄道の名前については言及されていない。なお、中央ソドー鉄道の廃線跡には、とても小さな15インチゲージ(381mm)のちんまり鉄道(アールズデール鉄道)が、トップハム・ハット卿とこの鉄道のオーナーの共同出資で、アールズバーグからアールズデールまでだけ再建され、砂利運搬と観光客輸送を行っている。ただ、アールズデール駅の場所が村の南に曲がった場所にあり、中央ソドー時代と異なっている。

## 登場キャラクター
機関車の色は、原作ではタリスリン鉄道の緑に対し蒸気機関車は全員赤（10巻のみレジナルド・ダルビーの絵なのでピンクに近い）だが、人形劇では模型製作による都合、または見分けをつきやすくするためか、どの車両も一台ずつ違う色になっている。サー・ハンデルとピーター・サムは中央ソドー鉄道から譲渡された時、原作では赤色に塗り直されているが、人形劇では原作の譲渡前の色をそのまま使い、さらにネームプレートのみを付け替える事によって、回想シーンでの使用を可能にした。番号は機関室の横に小さく記されている。また、トーマス達は各キャラ毎にBGMが作られたが、高山鉄道は原則として全キャラが同じBGMである。CG版以降、原語版では各キャラクターを個別に声優が演じるようになったため、機関車たちがそれぞれ出身地に合わせた訛りで話すようになった。

### 機関車
スカーロイ (Skarloey)
英国・米国吹き替え - キース・ウィッカム
日本吹き替え - 麻生智久（第4-7シーズン）→梅津秀行（第9-24シーズン）
車体番号は1番。TV版での車体色は濃赤。名前の意味は「森の中の湖」。レニアスの兄（TV版では親友）。頑張り屋の機関車で、高山鉄道の機関車達のリーダー的存在。若い頃は相当なわがままだったが、次第に物わかりがよくなっていった。一人称は「僕」。
建造からすでに100年を経過している事が、原作20巻にて本人の口から明かされている。
高山鉄道の中でも非常に臆病な機関車で、高い橋や雷を恐れる事がある。ルークの一件以降、パクストンとは仲良し。
TVシリーズでは、CG版から原作・モデル機により近い外見となり、顔が第4シーズンに近くなっている。CG版以降の原語版でははウェールズ訛りで話す。タリスリン鉄道の「タリスリン」がモデル。
レニアス  (Rheneas)
英国・米国吹き替え - ベン・スモール（第16-18シーズン）→ジョン・ハスラー（第20シーズン-）
日本吹き替え - 置鮎龍太郎（第4-7シーズン）→中村大樹（第9シーズン-）
車体番号は2番。スカーロイの弟（TV版では親友）。色は同じく赤だが人形劇とCGアニメでは朱色に近い赤。名前の意味は「幾筋にも分かれた滝」。一人称は「僕」。若い頃はスカーロイより慎重派だった。あと一本運休させてしまったら鉄道が潰れる瀬戸際で立ち往生するも、次の駅まで旅客列車を牽引した事もある。やって来たばかりの新しい機関車にぶつけられた為、大きな修理が必要になり、何年もイングランドの工場に入っていた。
初登場の原作10巻1話の時点で、既にそれが回想シーンとして語られ、17巻4話のラストページで帰って来た。
TVシリーズではCG版から汽笛の配置が変わり、原作・モデル機により近い外見となった。CG版以降の原語版ではウェールズ訛りで話す。
第16シーズンでトビーと共にミスティアイランドの旅へ出たり、長編第7作「ブルーマウンテンの謎」ではボディを黄色に塗り替えられたことがある。タリスリン鉄道の「ドルゴッホ」がモデル。
サー・ハンデル / ファルコン (Sir Handel / Falcon)
英国・米国吹き替え - キース・ウィッカム
日本吹き替え - 龍田直樹（第4シーズン）→緒方文興（第10-11シーズン）→樫井笙人（第16シーズン-）
車体番号は3番。人形劇とCGアニメと原作の譲渡前の色は濃い青色。
かつてはピーター・サムと共に、ファルコン（Falcon）という名で中央ソドー鉄道で働いていたが、廃止された為この鉄道に売却された。動輪は2軸で、後輪が他の機関車より太いのが他の機関車と異なる特徴である。従輪が他の機関車より大きいことを自慢していた。わがままかつ自分勝手な性格の怠け者であり、わざと脱線したり、仮病を使ったこともある。よそ見で脱線することもあった。
ボギー式客車2両がお気に入りで、他の客車を家畜車呼ばわりし、貨車や無蓋客車にいたっては見向きもしない。
彼とピーター・サムは、原作10巻や25巻の回想シーンでは通結器の周辺に通常のバッファーではなく四角い金属の輪がついていた（通常型と連結自体は可能）が、第14巻までに、ピーター・サムと共にスカーロイたちと同じ通常型のバッファーが取り付けられた。TV版では最初から通常型になっている。
人形劇では初登場の第4シーズン以降、第10シーズンまで全く登場していなかった（作中では長い間石切り場で働いていたためと説明されている）。そして第10シーズンからはすっかり更生、性格が一変し、滑らかに走る機関車として登場。顔も製作者変更の都合などで変化している。CG版以降の原語版ではウェールズ訛りで話す。
一人称は第4シーズンと第10シーズン「トーマスとクリスマスツリー」では「僕」、第10シーズン「スムーズにはしる」と第11シーズン以降は「私」。
CG版から第4シーズンに近い顔立ちとなった。
名前は後述の経営者ハンデル・ブラウン卿(Sir Handel Brown)を由来としている。
タリスリン鉄道の「サー・ハイドン」がモデル。
ピーター・サム / スチュアート (Peter Sam / Stuart)
英国・米国吹き替え - スティーブ・キンマン
日本吹き替え - 里内信夫（第4-7シーズン）→加藤木賢志（第9-11シーズン）→佐々木啓夫（第16シーズン-）
車体番号は4番。人形劇とCGアニメと原作の譲渡前の色は深緑。動輪は2軸。他の機関車とは、顔の真下が長くのびている事、顔がやや下脹れになっている事で区別される。一人称は「僕」。
かつてはスチュアート(Stuart)という名で、サー・ハンデルらと共に中央ソドー鉄道で働いていたが、この鉄道に移り（原作では「僕達の鉄道は身売りされた」と語っている）同時に改名した。
中央ソドー鉄道で働いていた頃は、まだ若くてやんちゃな性格だった。現在は真面目な性格だが、お人好しで少し慌てん坊。貨車との衝突事故で重傷を負い、その後真冬のレニアストンネルにできた氷柱に煙突をぶつけて折れてしまったため即席で排水管を代用煙突に仕立てた後にギースル・エジェクタに付け替えた（人形劇では模型制作技術の限界から正しいギースル・エジェクタの形状をしていなかったが、CG版では正しい形になっている。）。本人は「特製の煙突」と呼んでいる。
その他にも木の枝にぶつかって汽笛を壊すなど何かとトラブルに巻き込まれやすい性質。
名前の由来は原作でスカーロイ鉄道を経営している「ほっそり重役」の本名。
CG版では前述のギースル・エジェクタを始め、原作・モデル機により近い外見になった。CG版以降の原語版ではウェールズ訛りで話す。
タリスリン鉄道のカー・スチュアート社1924年製「エドワード・トーマス号」がモデル。
ラスティー (Rusty)
英国・米国吹き替え - マット・ウィルキンソン
日本吹き替え - 石川英郎（第4-7シーズン）→川島得愛（第9シーズン-）
車体番号は5番。原作の色は黒だが、人形劇とCGアニメでの色はオレンジ。主に線路やトンネル、橋の修理や点検を担当する小型ディーゼル機関車で、ディーゼルでは初めて性格のいい機関車として登場した。みんなの中では頼りになる存在。一人称は「僕」。
人形劇ではスクラップになりそうなステップニーをディーゼル機関車の駅から救ったり、レディーと共にトーマスの夢の中に登場した。原作に比べて顔（本来はボンネットのグリルの部分）が大型化しており、第5シーズンの一部のシーンと第6シーズン以降でさらに顔が幅広になっていた。第12シーズンでは顔のみがCGに変更されたため、顔の大きさが元に戻された。完全にCGになった第16シーズン以降は再び顔が幅広になっている。
CG版から側面に通風口がついた。タリスリン鉄道の「ミッドランダー」1940年製がモデル。名前はメーカーのラストン&ホーンズビー社 (Ruston&Hornsby) と、錆び付いている (Rusty) 、男子名ラッセル (Russell) の愛称形ラスティー (Rusty) と、三つの意味が掛けられている。
ダンカン (Duncan)
英国・米国吹き替え - トム・ストートン
日本吹き替え - 田中亮一 （第4-7シーズン）→逢坂力（第9-18シーズン）→金光宣明（第20シーズン-）
車体番号は6番。人形劇とCGアニメの色は濃い黄色。動輪は2軸。タンク機関車が3台あってもまだ故障車が頻発する為、予備車両としてやって来た。
音楽やロックンロールが大好きで、いつも踊りながら走っている。しかし、踊りながら危険なトンネルに入ったためトンネルに煙突をぶつけて崩落させてしまったり、脱線したこともある。また、汽笛を勢いよく吹き鳴らしてどこかへ吹っ飛ばしてしまったこともある。
乱暴者でサー・ハンデルより態度が悪く、安全より速さを重視するタイプで、せっかちな性格が災いして失敗や騒動などの災難をよく起こしている。ボディを磨いてもらえなかったり、乗客を待たせたりなど気に入らないことがあるとすぐ文句を言う。
タリスリン鉄道に在籍する、スコットランドのアンドリュー・バークレー・サンズ社1918年製「ダグラス」がモデル。
他の機関車と比べ明らかに判別が容易なほどボイラーが狭く、顔の縁取りの黒も無い他、車高が客車やほかの機関車より高い。人形劇ではこの細さに目玉を組み込むギミックが困難であったらしく、モデル機よりかなり太いボイラーになってしまっている他、車高も客車の方が高くなっている。
一人称は原作第14巻と第5シーズンから第7シーズンと第10シーズン「まけずぎらいのダンカン」と第11シーズン「サー・ハンデルはせきにんしゃ」とCGアニメでは「俺」、原作第17巻と第9シーズンと第10シーズン「ダンカンとかねのねいろ」と第11シーズン「ダンカンにおまかせ」では「僕」、第4シーズンのみ「おいら」。
フルCG化してからは第18シーズンで復活し、ランボードの色が赤になった。CG版以降の原語版ではスコットランド訛りで話す。
デューク (Duke)
日本吹き替え - 佐藤正治
中央ソドー鉄道の1号機関車だったテンダー機関車。車体色は「赤茶色」と原作25巻で明言されているが、TV版では茶色っぽい黄土色。動輪は2軸。一人称は「わし」。
生真面目でソドー島の公爵閣下の名にちなんで名付けられたことを誇りに思っており、礼儀にはやかましい。口うるさく、いつもガミガミ怒鳴るため「おじいちゃんポッポ（原作）」「ガミガミ爺さん（人形劇）」と呼ばれている。機関車たちからは「ヒーロー」と称えられている。
中央ソドー鉄道が廃止された際、ピーター・サム達は売却されたが彼は年老いているため売れ残り、山中のアールズデール機関庫に置き去りにされた。後年、伝説の名機関車を探そうと結成された調査隊によって発見され、スカーロイ鉄道で動態保存されることになった。「とくせいのえんとつ」や「スチームローラー」にはほかのキャラクターに紛れて登場しているが、特に台詞はなかった。
原作とTV版では微妙に外見が違い、原作では彼を含む中央ソドー鉄道の車両は連結器のフック周辺に四角い輪のようなバッファーがついている構造だったが、TV版では彼のみバッファーのないフックだけの連結器にされ、後の2台は通常の連結器になっている。
モデルはフェスティニオグ鉄道のジョージ・イングランド社製「プリンス」。第5シーズン以降は全く登場していない。

#### テレビシリーズ
マイティマック (Mighty Mac)
日本吹き替え - 川野剛稔
第9シーズンから登場。車体色は群青（又は青紫）。マイティには額に髪の毛のようなものが、マックには雀斑がついている。一人称は両者とも「僕」。背中合わせでつながっている2台で一つの機関車で、一緒に働くと凄い力を発揮する。しかし、考えが異なる時はお互いに引っ張り合い、元の場所に戻ってしまうことがある。モデル機はイギリスの保存鉄道にも実在する「フェアリー式」というスタイルの機関車である（フェスティニオグ鉄道の「リビングストン・トンプソン」）。カーブに強いが機関室の背後を石炭入れに出来ない為、石炭を積み難く入れ難いのが難点であり、製造両数は非常に少ない。車体番号はなし。
フレディー (Fearless Freddie)
日本吹き替え - 西村朋紘
第10シーズンから登場する、デューク以来の年配の機関車。車体番号は7番。車体色は灰色。動輪は2軸。一人称は「おいら」。ずっと昔ソドー島にいたがどこかに行っており、初登場時に帰ってくる。サー・ハンデルとは知り合い。高山鉄道の路線や歴史を誰よりもよく知っている。競争好きで、「こわいものなしのフレディー」と呼ばれている。モデルはウェルシュ・ハイランド鉄道のハンスレット製「ラッセル」。
ルーク (Luke)
英国・米国吹き替え - マイケル・レジー
日本吹き替え - 羽多野渉
長編第7作「ブルーマウンテンの謎」から登場。モデルはカースチュアート社製"Wren" クラス「ピーター・パン」。車体色は濃黄緑。車体番号は22番。一人称は「僕」。原語版ではアイルランド訛りで話す。
ソドー島まで貨物船に輸送されて来たが、ブレンダム港で降ろされる際に同じ船に乗っていた黄色い塗装のビクターにぶつかり、海に落としてしまった。実際にはビクターを固定していた金具が破損していたことが原因であり、ルークに落ち度は無かったが、その事実を知らずビクターがスクラップにされたと勘違いし深い罪悪感を抱く。島から追放されることを恐れてその後はずっとスカーロイ達にブルーマウンテンの採石場に匿われながら共に仕事をしていた。
ある時、採石場に来たトーマスに偶然発見されて友達になる。彼の過去を聞いたトーマスはビクターが事故の相手方であることを突き止め、ルークやハット卿に真実を伝え、これによって正式に高山鉄道で働けるようになった。動物好きで、鹿を可愛がっていた。
バートラム (Bertram)
第5シーズン「トビーのたんけん」のみ登場で、セリフはない。言及はされていないがかつて中央ソドー鉄道で働いていたテンダー機関車。デュークと同型で顔はスマジャーに似ている。車体色は焦茶色。動輪は2軸。炭坑に現れるという幽霊の正体。とても勇敢で「戦士」とも呼ばれている。炭坑の廃止で置き去りにされたが、トビーが彼を発見し、観光地になった炭坑までトビーと一緒に行楽客を運んでいる。第6シーズン以降は全く出番がない。ラーニングカーブの木製レールシリーズでは炭水車がついていない状態で発売されている。
プロテウス (Proteus)
第9シーズン「まほうのランプ」に登場。昔ソドー島にいた機関車で、サー・ハンデルと同型。車体色は黄色。とても明るいヘッドランプを装着しており彼はそれを「魔法のランプ」と呼んでいた。そして、それを見つけた機関車には願いを叶えるという約束をしたという。彼が現れるときには強い風が吹いて何かがきしむような音がし、そして前方にちらちらと揺れるランプが見えるらしい。第12シーズンでは彼の銅像が登場している。
ラスティーの幽霊機関車 (Rusty's Ghost Engine)
第5シーズン「まんげつのよるのできごと」に登場。ラスティーの話に出てくる機関車で形はスカーロイと同じ。車体色は白。昔、とある満月の夜に家路を急いでいた所、突然ブレーキが利かなくなり、谷底に転落した。満月の夜になるとこの機関車が汽笛を鳴らしながら徘徊する姿が目撃されるがその橋を渡り切ることは決してないという。
第2シーズン第50話のパーシーの幽霊機関車を含めて「死んだ」機関車である。
リトル・ジャイアント (Little Giant)
第6シーズンで登場予定だったフェアリー式の蒸気機関車。テレビシリーズにおけるオリジナルキャラクターとしては初の没キャラクター。没になったものの、第9シーズンで初登場したマイティマックの原型となった。

#### 原作
アイボ・ヒュー（Ivo Hugh）
原作の第40巻『New Little Engine』に登場した最も若いタンク機関車。車体色は赤。名前の由来はスカーロイ鉄道の作業長のヒュー(下記参照)から。車体番号は7番。モデル機はタリスリン鉄道の「トム・ロルト」。
フレッド（Fred）
同じく原作の第40巻『New Little Engine』で言及された（本編未登場）機関車。国立石炭委員会から買い取った使い古された2つのハンスレット製の部品を使用し製造されたディーゼル機関車。主に保線に使われている。ラスティーとは正反対で、怠け者で仮病を使うこともある。車体番号は9番。モデルは同鉄道のハンスレット製「アルフ」。

#### 設定のみ
アイボのフライング・ベッドステッド (Ivo's Flying Bedsteads)
ガソリン駆動の箱型軌道保線車両。マークⅠからマークⅤが存在する。モデルはタリスリン鉄道の「トビー」。

### ノース・ウェスタン鉄道
ビクター（Victor）
英国吹き替え - マット・ウィルキンソン（長編第4作-第16シーズン）→デヴィッド・ベデラ（長編第7作-）
米国吹き替え - デヴィッド・ベデラ
日本吹き替え - 坂口候一
長編第4作「伝説の英雄」から登場。ソドー島の整備工場の責任者を務める小型タンク機関車。車体色は赤で、車止めに黄色と黒の警戒線が引かれている。日本語版での一人称は「私」。
モデルはボールドウィン社製の「Minaz 1173」。アメリカで製造された後キューバ共和国に輸出され、現地の製糖工場で使用された機関車で、そのため原語版ではスペイン語訛りで話す。
ユーモアに富んだ性格で、トーマスとは親友。ノース・ウェスタン鉄道所属車両では唯一の狭軌の機関車。そのため、ソドー整備工場には専用の線路が敷かれていて、高山鉄道まで繋がっている。高山鉄道の機関車が修理の為等で欠員が出た時はピンチヒッターとして派遣される。
ソドー島に来る前は車体が黄色で、母語のスペイン語しか話せなかった。ソドー島まで船で輸送される際、道中で遭遇した嵐によって車体を船に固定していた鎖が破損し不安定な状態になってしまう。ソドー島到着後、気付いて注意しようとしたものの、言葉が通じなかったため作業員が気付かず、ブレンダム港で先に積み下ろされたルークがぶつかった際に衝撃で海に落ちてしまう（ルークはこの事で後々まで罪悪感を持っていた。ビクター自身も気にしていたと思われる描写がある）。後に引き上げられ修理された際、塗装を赤に塗り替えてもらった。赤を選んだのは島に来て初めて覚えた英語が「赤(red)」だったからである。
南国育ちであるため雪が嫌いだが、ケビンが行方不明になった際は自ら雪の中を探しに行った。

### 領地鉄道
ミリー (Millie)
英国・米国吹き替え - ミランダ・レーゾン
日本吹き替え - 斉藤美菜子
長編第8作「キング・オブ・ザ・レイルウェイ トーマスと失われた王冠 」から登場した、狭軌では初の女の子の蒸気機関車。車体色は水色。日本語版での一人称は「私」。
フランス出身で、会話に時々フランス語が混じる。活発で気が強い性格で、楽しいことが大好き。正確には高山鉄道ではなくノランビー伯爵の領地内鉄道の所属で、ウルフステッド城の管理人である庭師のお使いや、城の路線を専用の客車を引いて観光案内をしている。恐竜や暗い場所が苦手だったが、トンネルを思い切り走って克服したり、観光客のトップハム・ハット卿やそのお母さんを乗せて案内したことから少しは慣れてきている模様。
モデル機はフランスのドコービル社の8069号機「ダバマー(Dabamar)」。

### ミッドソドー鉄道

#### テレビシリーズ
スマジャー（Smudger）
日本吹き替え - 風間信彦
第4シーズンの「ガミガミじいさん」のみに登場。かつて中央ソドー鉄道で働いていた機関車でデュークの回想シーンに出てきた。レニアスと同型で車体色は苔緑色。動輪は2軸。
「ちょっとの脱線くらい誰も気にしないさ」というひん曲がった性格。デュークによると鼻持ちならぬ奴で、乱暴な運転で頻繁に事故を起こしていたらしい。堪忍袋の緒が切れた支配人によって車輪と運転台を外され、車庫の発電機にされてしまった。第5シーズン以降は全く出番がなく、鉄道廃止後の消息は不明。おそらくは、原作における二号機関車（後述）と同様の末路を辿ったと思われる。
正しい発音は「スマジャー」だが、作品によっては劇中でのデュークの呼称通り「スマージャ」と呼ばれることもある。

##### 原作・設定のみ
2号機関車（スタンリー）（No. 2/Stanley）
ミッドソドー鉄道に所属していたパニアタンク機関車。車体色は赤。乱暴者で自分勝手だったためポンプエンジンにされてしまった。当初はアールズデール機関庫の裏に置かれ、その後カス・ニー・ハーウィンの鉱山に移されたが彼が壊れた事で洪水が発生。これが原因で鉱山が閉鎖し、さらにそれが引き金となって中央ソドー鉄道も閉鎖する事になった。その後の消息は不明だが、恐らく死亡したものと思われる。フェスティニオグ鉄道の「パルマーストン」が定置ボイラーとして使われていた事が元となっている。モデルは原作ではアメリカのボールドウィン社製4-6-0第一次世界大戦時軍用タンク機関車。人形劇ではスマジャーが彼のポジションを担っている。
アルバート（Albert）
ミッドソドー鉄道に所属していたタンク機関車。車体番号は3番。元々は赤い車体でアメリカのボールドウィン社製0-4-0STで、「パーラメンタリー」と呼ばれる旅客列車を牽引していた。その後は廃車されている。
ウィルバート・オードリーの所有模型では1974年にファルコン（現サー・ハンデル）に似たコリス鉄道のファルコン・ヒューズ・ロコをモデルに水色に塗り替えられ、車体番号は5番になった。その後、ティムと同型の機関車に作り替えられ、車体色は再び赤色に戻った。
ジム（Jim）
中央ソドー鉄道に所属していたタンク機関車。車体色は緑色で車体番号は6番。「ホース・アンド・カート」と呼ばれる貨物列車を牽引していた。時には鉱石の貨車も牽引した。1936年にティムと他1台の機関車と共に他の鉄道に売却された。
ティム（Tim）
ミッドソドー鉄道に所属していたタンク機関車。車体色は黒色で車体番号は7番。路面軌道を走るためにトビーのようなカウキャッチャーと脇板を持っており、旅客列車用に購入されたが、1936年にジムと他1台の機関車と共に他の鉄道に売却された。
鉱山の機関車（The Mine Engine）
ミッドソドー鉄道のカス・ニー・ハウィン鉱山に所属していたパニアタンク機関車。車体色は茶色で車体番号は9番。1899年にフランスのドコービル社で製造された。鉱山の閉鎖後の消息は不明。
アルフレッド（Alfred）
ミッドソドー鉄道に所属していた、アルバートの初期型と同型のタンク機関車。車体番号は4番。モデルはH.K.ポーター社製の機関車。
ジェリー（Gerry）
ミッドソドー鉄道に所属していたタンク機関車。車体色は緑色で車体番号は5番。アンドリュー・バークレイ・アンド・サンズ社が設計し、1919年にカレドニア・ワークスで製造された。テディ・ボストン牧師が所有する「ドール」がモデル。閉鎖後の消息は不明。
ジョン（John）
ミッドソドー鉄道に所属していたタンク機関車。車体色は水色で車体番号は6番。閉鎖後の消息は不明。
ジェニングス（Jennings）
ミッドソドー鉄道に所属していた、レニアスと同型のタンク機関車。車体色は水色で車体番号は7番。ヘンリー・A・フレッチャーが設計し、1866年にフレッチャー・ジェニングス社で製造された。後に赤色に塗り替えられる。閉鎖後の消息は不明。
アトラス（Atlas）
ミッドソドー鉄道に所属していたタンク機関車。車体番号は8番。アメリカ出身で、初期型のアルバートやアルフレッドと同型。

### 別の鉄道の所属だが関係のあるキャラクター

#### 現実
タリスリン鉄道の機関車たち
日本語訳のある巻では1号機のタリスリン（Talyllyn）、2号機のドルゴッホ（Dolgoch）、6号機のダグラス（Douglas）が登場 。
タリスリンのみ第14巻第4話、他は第20巻第4話に姿が描かれている他、ダグラス以外は第17・20巻内で名前が出てくる。
スカーロイ、レニアス、タリスリン、ドルゴッホの4台はそれぞれが双子という設定である。なぜ4台で双子かという事は、実在する機関車と架空の機関車がからむ為複雑に思えるが、説明すると以下の通りとなる。なお4台とも当初は屋根が無かったが、後に屋根と車輪を増設した（スカーロイ鉄道についてはレニアスよりスカーロイが最初）。
- 4台とも1862年にイングランドの工場で同時に作られたという設定（原作20巻1話のスカーロイの言及より）。
- スカーロイとタリスリンはデザインが同じ兄弟。ボイラーの上に半円の水タンクがある、サドルタンクという共通点を持つ。
- レニアスとドルゴッホもデザインが同じ兄弟。ただしこちらはサドルタンクでなく、水タンクは側面にある。
- タリスリンとドルゴッホはタリスリン鉄道における、同時に作られた実の双子。また煙室扉には当然顔は無く、煙室扉を開ける為の蝶つがいが2本付いている。「汽車のえほん」でもタリスリン鉄道の機関車は必ず顔を付けず、このルールが守られていた。SLの色は全て深緑である。なおタリスリン鉄道は人形劇では一切言及されていない。
- スカーロイとレニアスはスカーロイ鉄道における、同時に作られた架空の兄弟。煙室扉にはもちろん顔がある。赤い色は前述済。

なお、他の高山鉄道所属の機関車は特に双子や兄弟という説明はない。

#### ソドー＆メインランド鉄道
ニール (Neil)
原作第20巻「100さいの機関車」のみに登場。スカーローイの思い出話に登場する。今は廃線となったソドー&メインランド鉄道の二号機関車。四角い車体で運転室が無い変わった形状。彼はスカーローイ鉄道の事を「ちんまり鉄道」と呼んでおり、後に登場するアールズデイル鉄道との混乱の元になっている。100年前の機関車の為、現在の消息は不明だが、2005年 出版のSodor: Reading Between the Lines (日本未邦訳)にはソドー&メインランド鉄道の生存者と記述されている。ニールソン社製のオープンキャブ蒸気機関車をモデルにしていると思われる。
ソドー&メインランド鉄道の1号機関車
かつてソドー&メインランド鉄道に所属していた1号機関車で、ニールと同型。現在の消息は不明。
ソドー&メインランド鉄道の3号機関車
かつてソドー&メインランド鉄道に所属していた3号機関車で、ニールと同型。現在の消息は不明。

### 客車

#### 原作
色は水色で窓上がクリーム色。ただし車掌車とエイダ達は水色一色。原作の客車は鉄道会社の区別を問わず、全て女性形である。

##### 開業当初からいる客車
最初の5両の客車はスカーロイ、レニアスと共に開業当初から働いている。開業当初は慎重で、スカーロイに対しても用心深かった。家畜車呼ばわりしたサー・ハンデルと客車に見向きもしないダンカンを相当嫌っているようである。逆に客車の扱いがうまいピーター・サムとは仲が良く、売店のおばさんを置いてきぼりにした事を知らせている。顔はダルビーとケニーの絵では描かれていなかったが、エドワーズの絵では、人形劇版のデイジーのような顔が客車毎に描かれている。
アグネス (Agnes)
外見は三等車たちとほぼ同じ（側面の数字が「1　1　1」となっているだけ）だが、スカーロイによると座席がアグネスのみクッション付き。
一等車の為プライドが高く、残りの4両を見下げていて乗り切れなかった三等の客を乗せたときは不平を言っていた。
ルース (Ruth)、ジェマイマ (Jemima)、ルーシー (Lucy)
側面に「3　3　3」と表記されている三等車で、三両とも外見は同一。スカーロイによると座席は板張り。3台のうち誰かは不明だが昔は2等車だったものもいた。満員時には三等車の客をアグネスにも乗せる必要があると文句を言っている。
ベアトリス/ビアトリス (Beatrice)
劇中では「車掌車」と呼ばれているが、有蓋貨車のような外見で実際は荷物車として使用されている他、切符を売る窓もついていたり、乗員の食堂にもなる多目的車両。
魚とチーズの匂いまでする為、残りの4台皆から馬鹿にされている。だがスカーロイは車掌を乗せる大事な車両だと知っている為、ベアトリスを一番大事にしている。100歳なので耳が遠い。

##### 追加された客車
エイダ (Ada)、ジェーン (Jane)、メイブル (Mabel)
14巻「小さなふるい機関車」初頭でスカーロイが修理に行っている間、新たに装備された無蓋客車。屋根が無いのでサー・ハンデルは貨車だ貨車だというが、ピーター・サムは「椅子が付いてあるから客車だ」と言っている。スカーロイは「椅子があれば客車」と認めている。
コーラ (Cora)
同じく14巻で初登場。車掌車だがベアトリスより小さく、車掌が切符を売る窓も無い。しかしピーター・サムが中央ソドー鉄道で引いていた車両なので、ピーター・サムは一番気に入っている。
ガートルード (Gertrude)、ミリセント (Millicent)
同じく14巻で初登場。外見はほぼ同一だがミリセントの方は車掌が乗っており側面に切符販売の窓がついている。
スカーロイ鉄道唯一のボギー車なので、サーハンデルは急行を引いていた昔の事を思い出し、いつもこの2両だけを連れて行こうとする。またミリセントは緩急車だが車掌用のスペースが無いらしく、ピーター・サムは「車掌は大切なのに、狭いところに押し込める」というのが不満に思い、ちゃんとした車掌車が必要だと言っている。

#### テレビシリーズ
高山鉄道の客車 (Skarloey Railway Coaches)
日本吹き替え - 風間信彦、高戸靖広、石川英郎、増谷康紀
青と赤と白のバリエーションがある。乱暴に扱われると怒るのだが、スカーロイには頭があがらなかったり、ピーター・サムに対しては売店のおばさんを置いて行ってしまった事を伝えている。第4シーズンでは顔（アニー達とよく似たパーツ）があったが、第5シーズン以降は顔がなくなっている。
ティールーム (The Tea Room)
お茶やお菓子等を販売する移動販売車。いろんな場所で店を営業したいというティー・レディーの願いを叶える為、ピーター・サムは嵐の後の復旧作業で偶然壊れて廃車寸前になっていた客車を発見し、これをジェフが改装して移動ティールームを実現させた。

### 貨車
スレート貨車 (Slate Trucks)
日本吹き替え- 中島千里、高戸靖広、麻生智久、江川央生、田中亮一
鉱山鉄道の貨車たちは、採石場から石を運ぶ籠を乗せたトロッコのような無蓋車を初めとし、タンク車や有蓋車が存在する。しかし、性格はトーマス達が引く貨車たちと同様悪戯好きで、急斜面のスロープに繋がれている際に鎖を壊して、暴走し自爆することが多い。スカーロイやピーター・サムとは比較的仲が良いが、サー・ハンデルやダンカンが嫌いでいつも悪戯するチャンスをうかがっているらしい。サー・ハンデルが仮病を使った際にピーター・サムが代わりに働いていた時、彼をサー・ハンデルと勘違いして急斜面の上から滑り降りピーター・サムと衝突した。第6シーズン以降は顔がなくなっている。
ドフューズィット (D. Fusit)
火薬を載せる為の貨車。
スレート・ワゴン (Slate Wagons)
鉱山鉄道が所有する、板状の石材であるスレートを積む籠状の荷台を持つ貨車。
高山鉄道の有蓋貨車 (Skarloey Railway Box Vans)
鉱山鉄道で使用されている有蓋貨車。
高山鉄道のブレーキ車 (Skarloey Railway Brake Vans)
鉱山鉄道で使用されているブレーキ車。
アート・トランスポーター (Art Transporters)
スレートや石材を運ぶのに使われる車両。前後に2つ、四角い穴が空いているのが特徴。

### 人物
売店のおばさん／ティーレディー (The Refreshment Lady)
日本吹き替え - 米本千珠（第4シーズン）→西田裕美（第7シーズン）
レイクサイド駅にある売店『ネプチューン』の女店主。
ナンシー (Nancy)
日本吹き替え - 丹下桜
車掌の娘。主に売店のおばさんの手伝いをするが、暇さえあれば機関車達を磨いている。第7シーズンでは子供達の中に混じっていた。

#### 原作
サー・ハンデル・ブラウン (Sir Handel Brown)
経営者だが多忙な為、実務は後述のほっそりじゅうやくに任せている。顔を見せたのは14巻のラストシーンのみ。サー・ハンデルの名は彼からとられたが、TVシリーズではふれられていない。ハット卿の義兄弟でもある（妻ジェーンの兄もしくは弟）。TVシリーズには登場しない。
ほっそり重役 (Thin Controller)
本名はピーター・サムだが、原作ではこの名前だけが使われる。サー・ハンデルにかわり、実質的にスカーロイ鉄道の経営を任されている。名前通りふとっちょ重役ことトップハム・ハット卿と逆の体型で、山高帽と傘を常用している。機関車のサー・ハンデルとピーター・サム購入の1年ほど前は経営が苦しく人員に余裕がないため、彼が車掌も兼任していた。
原作ではピーター・サムの名が彼からとられた事が10巻冒頭にて触れられているが、TV版では彼自身が登場しないためこの説明はなく、支配人のポジションは最初はトップハム・ハット卿が兼任していたが、第9シーズンからはトップハム・ハット卿と別に支配人のミスター・パーシバルが設定された。
ヒュー (Hugh)
作業長で、ラスティーと共に線路の点検にあたっている。鉄道の経営が大変だった頃は機関士と機関助手も兼任していたが、このため保線や整備に手が回らなくなっていた。

#### テレビシリーズ
ミスター・パーシバル (Mr. Percival/The Thin Controller)
英国吹き替え - キース・ウィッカム
米国吹き替え - ケリー・シェイル
日本吹き替え - 樫井笙人
第9シーズンより登場した鉱山鉄道の支配人。眼鏡をかけている。フルネームはミスター・ペレグリン・パーシバル（Mr.Peregrine.Percival）。原作のほっそり重役のTVシリーズ版のキャラクター。ポリー（Polly）という女性と結婚しており、5人の子供がいる。移動は自転車で行う。トップハム・ハット卿より若く見えるが帽子の下は禿頭である。
ヘイスティング校長 (Headmaster Hastings)
日本吹き替え - 麻生智久
ストロベリー・グローブの学校の校長先生。ダンカンが汽笛を無くした際、同行していた彼は貨車に積んであったオルガンを使い、ダンカンの汽笛の代わりを果たした。
不機嫌なお客さん/不機嫌な乗客 (The Grumpy Passenger)
英国・米国吹き替え- キース・ウィッカム
日本吹き替え- 坂口候一
第18シーズンから登場した帽子を被った髭眼鏡の乗客。ダンカンの客車に乗って色々文句を言っており、ミスター・パーシバルからも厄介な乗客として認識されている。別の回でトーマスの列車に乗車していたこともあるが、その時は不機嫌な顔を見せたものの文句は言っていなかった。第19シーズン以降は、主にノース・ウェスタン鉄道に顔を見せるようになった。